# Animoca Brands

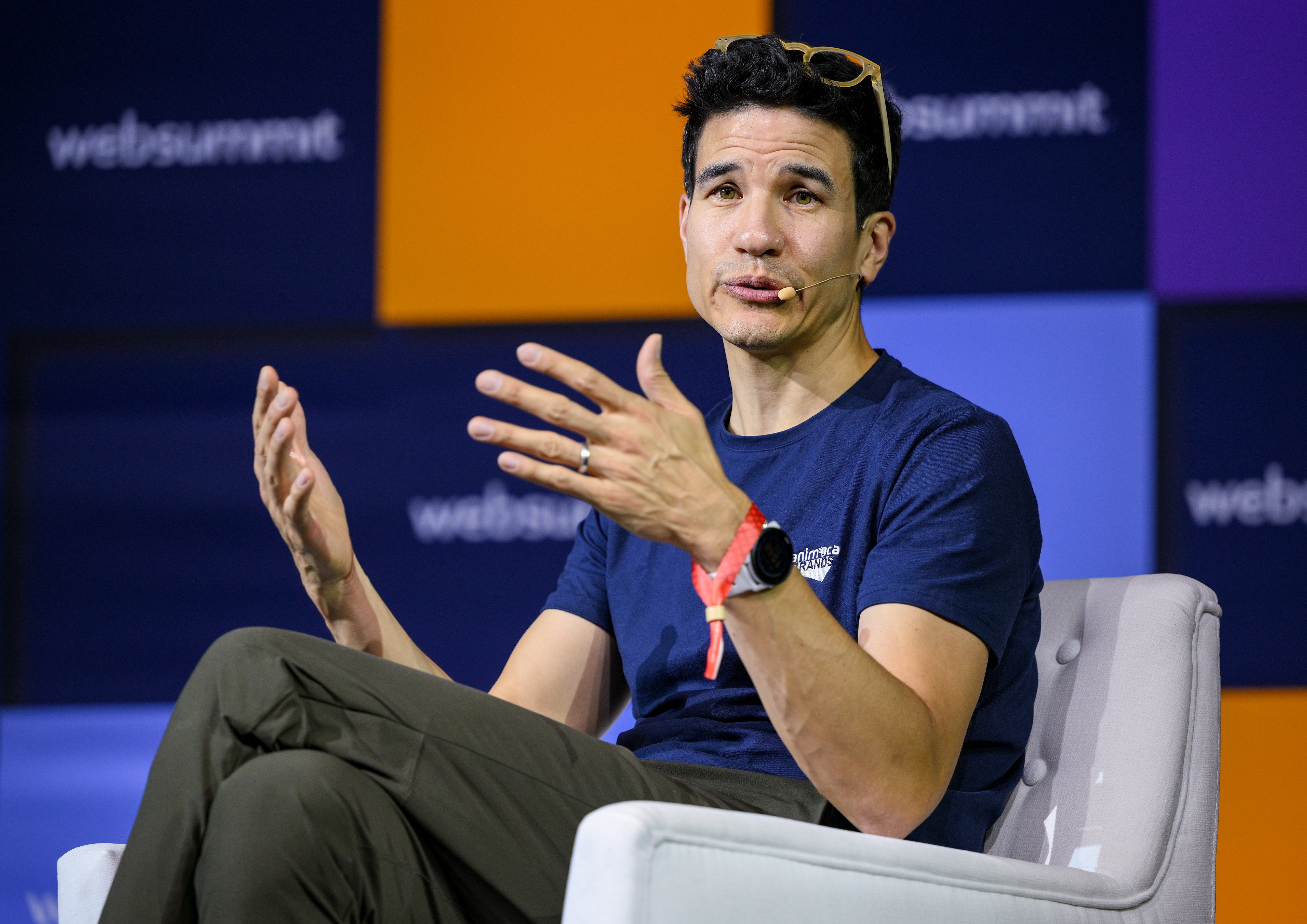
Robby Yung, CEO of Animoca Brands

Animoca Brands — гонконгская компания, основанная Yat Siu в 2014 году. Компания разрабатывает и распространяет бесплатные игры и приложения. Основное внимание уделяется лицензированию известных брендов, блокчейна и искусственного интеллекта. Генеральным директором является Robby Yung.
Акция Animoca торгуется на Австралийской фондовой бирже (ASX: AB1).

## Известные игры в портфолио
- CryptoKitties
- Power Rangers: Battle for the Grid
- Power Rangers: Legacy Wars
- Axie Infinity
- Beast Quest
- Pretty Pet Salon
- RollerCoaster Tycoon
- Star Girl
- F1 Delta Time
- The Sandbox